# Бова Євгеній Петрович
Євгеній Петрович Бова (нар. 11 березня 1993) — український військовослужбовець, полковник Збройних сил України, командир 38-ї окремої бригади морської піхоти (2023-2025). Герой України (2022).

## Біографія
Свою військову кар'єру розпочав ліцеїстом у 3 взводі 1 навчальної роти ліцеїстів (командир взводу — старший лейтенант Ковальчук Максим Сергійович, командир роти — підполковник Коломойцев Андрій Васильович) Київського військового ліцею імені Івана Богуна.
2010 року закінчив КВЛ ім. Івана Богуна та вступив до Національної академії Сухопутних військ імені гетьмана Петра Сагайдачного на факультет аеромобільних військ та розвідки, який 2012 року був переміщений до Військової академії (м. Одеса).

### Російсько-українська війна
Одразу після закінчення факультету аеромобільних військ і розвідки Одеської військової академії в 2014 році, офіцер Бова почав службу у 1-му окремому батальйоні морської піхоти на посаді командира десантно-штурмового взводу.
З 17 вересня по жовтень 2014 року як командир взводу виконував бойові завдання із взяття під контроль та подальшої оборони с. Гранітне Донецької області. Десантно-штурмовий взвод під командуванням Євгенія без втрат захопив панівну в районі висоту, що дозволило надалі успішно відбивати всі спроби ворога захопити Гранітне. Дії Євгенія були оцінені як рішучі та сміливі.
У період з жовтня 2014 року по лютий 2015 року виконував бойові завдання з охорони та оборони смт Талаківка Донецької області. На той час мав звання старшого лейтенанта. Командував передовим взводним опорним пунктом, який неодноразово зазнавав атак бойовиків. За оцінками командування, у боях виявляв рішучість, мужність та героїзм.
У період з 14 по 17 лютого 2015 року у складі ротної тактичної групи морської піхоти успішно виконав бойове завдання з проведення пошуково-ударних дій у районі населених пунктів Широкине-Лебединське-Піонерське Донецької області. Взвод Євгенія звільнив від бойовиків с. Лебединське, а також розблокував та евакуював підрозділи добровольчих батальйонів «Донбас» та «Східний корпус», що перебували в оточенні.
З січня по вересень 2016 року на чолі десантно-штурмової роти виконував бойові завдання з оборони нп Лебединське Донецької області. З жовтня 2016 року на посаді заступника командира батальйону морської піхоти виконував бойові завдання з оборони с. Широкине Донецької області. Під командуванням Євгенія у зоні відповідальності батальйону було розроблено та створено надійну систему оборони рубежів, що дозволяло успішно відбивати напади противника та мінімізувати втрати серед особового складу та техніки. За оцінками командування, цього вдалося досягти завдяки відмінним професійним знанням та набутому бойовому досвіду офіцера.
29 грудня 2016 року нагороджений орденом «За мужність» III ступеня.
20 лютого 2017 року під керівництвом Євгенія було захоплено рубіж, зайнятий противником. Використовуючи дані про противника, офіцер здійснив інженерну розвідку маршруту, що дало змогу своєчасно та безпечно зайняти раніше визначений рубіж. Під час бою зведена рота неодноразово потрапляла під вогонь противника, але завдяки командуванню Євгенія, всі спроби зупинити підрозділ були марними.
30 червня 2017 року, у званні капітана, був нагороджений Орденом Данила Галицького.
У квітні 2018 року призначений на посаду командира 1-го окремого батальйону морської піхоти. За підсумками 2018 року його батальйон був визнаний кращим серед батальйонів морських піхотинців, і 2020 року здобув це звання повторно.
10 березня 2022 року за день до свого дня народження за оборону Маріуполя і утримання позицій під час відбиття російського широкмасштабного вторгнення, був нагороджений вищою державною нагородою України — Герой України. На той час заочно навчався у Національному університеті оборони України ім. Івана Черняховського.
У квітні 2022 року, після того як командир 36 ОБрМП Володимир Баранюк потрапив в полон під час оборони Маріуполя, Євгеній Бова прийняв командування бригадою на себе. Після цього віддав наказ на вихід з міста.
21 вересня 2022 року в рамках обміну полоненими повернувся в Україну.
У 2023 році очолив 38-му окрему бригаду морської піхоти.

## Військові звання
- підполковник (2022)[12]
- полковник (2024)[13]

## Нагороди
- Звання Герой України з удостоєнням ордена «Золота Зірка» (10 березня 2022) — за особисту мужність і героїзм, виявлені у захисті державного суверенітету та територіальної цілісності України, вірність військовій присязі.[14][15][16]
- Орден Данила Галицького (30 червня 2017) — за особисту мужність, виявлену у захисті державного суверенітету і територіальної цілісності України, самовіддане виконання військового обов'язку та з нагоди Дня Військово-Морських Сил Збройних Сил України.[17]
- Орден «За мужність» III ступеню (29 грудня 2016) — за особисту мужність, самовідданість і високий професіоналізм, виявлені у захисті державного суверенітету та територіальної цілісності України, зразкове виконання військового обов'язку.[18]